# Nannopopillia ludificans
Nannopopillia ludificans is een keversoort uit de familie bladsprietkevers (Scarabaeidae). De wetenschappelijke naam van de soort is voor het eerst geldig gepubliceerd in 1883 door Ancey.